# كاثرين أوريليا كاويت
كاثرين أوريليا كاويت (بالإنجليزية: Catherine Aurelia Caouette)‏‏ (11 يوليو 1833 في سان هياسنت، كيبك - 6 يوليو 1905 في سان هياسنت، كيبك) راهبة من كندا.